# Бунт на «Кейне»
«Бунт на „Кейне“» (англ. The Caine Mutiny) — американская военная драма 1954 года по одноимённому роману Германа Воука. В ролях — ключевые голливудские звёзды того времени. Семь номинаций на премию «Оскар», в том числе как лучшему фильму года.

## Сюжет
Энсин Кит, обсуждая с лейтенантами Мариком и Кифером поведение нового командира эсминца «Кейн», лейтенант-коммандера Квига, приходит к выводу, что он психически болен. Решив сместить его, они понимают, что их доводы могут быть сочтены неубедительными, и в последний момент отказываются от своих планов.
Эсминец попадает в жестокий шторм. Из-за невнятных приказов Квига у вахтенных офицеров появляются опасения, что корабль опрокинется. В критический момент, когда командир впадает в оцепенение, офицеры во главе с Мариком отстраняют его от командования.
По прибытии на базу принявший на себя командование лейтенант Марик предстаёт перед трибуналом по обвинению в бунте. За его защиту нехотя берётся лейтенант Гринуолд. В ходе процесса Кифер искажает факты, чтобы избежать наказания. Психиатр, освидетельствовавший Квига, не выявил у него психических заболеваний. Всё указывает на виновность Марика. Перед судом в качестве свидетеля предстаёт сам командир. Отвечая на вопросы Гринуолда, Квиг ведёт себя неадекватно, и суду приходится оправдать Марика.
Офицеры отмечают счастливое окончание процесса в ресторане отеля. Кифер просит не предавать огласке его показания, когда приходит выпивший Гринуолд. Он упрекает празднующих в неуважении к командиру, который много лет служил верой и правдой, заявляет, будто у них не было причин отстранять капитана от командования кораблём, и указывает на истинного виновника бунта, который должен был оказаться на скамье подсудимых, лейтенанта Кифера, и выплёскивает ему в лицо коньяк. Попутно заканчивается свадьбой роман Кита с певицей.

## В ролях
- Роберт Фрэнсис — энсин Уилли Кит
- Ван Джонсон — лейтенант Стив Марик
- Фред Макмёррей — лейтенант Том Кифер
- Хамфри Богарт — лейтенант-коммандер Филип Фрэнсис Квиг
- Хосе Феррер — лейтенант Барни Гринуолд
- Том Талли — лейтенант-коммандер Деврисс
- Мэй Уинн — Мэй Уинн
- Эверетт Г. Маршалл — лейтенант-коммандер Челли, прокурор
- Артур Франц — лейтенант Х. Пейнтер-младший
- Ли Марвин — матрос «Фрикаделька»
- Уорнер Андерсон — капитан Блейкли, председатель военного трибунала
- Кэтрин Уоррен — миссис Кит

## См.также
- Военный трибунал по делу о мятеже на «Кейне» (1988)
- Военный трибунал по делу о мятеже на «Кейне» (2023)